# Tennessee Ernie Ford
Tennessee Ernie Ford (Bristol, 1919. február 13. –‎ Reston, 1991. október 17.) Grammy-díjas amerikai country- és gospelénekes, gitáros, televíziós műsorvezető.

## Pályafutása
Ernest Ford klasszikus zenét és éneklést tanult a Cincinnati Conservatory of Music-ban. Miután a második világháborúban B-29-es bombázón szolgált. A háború után családostul Kaliforniába költözött. Ott különböző rádióállomásokon dolgozott. 1949-ben lemezszerződést kötött a Capitol Records kiadóval.
Az 1950-es években közel 50 country dalt adott ki, amelyek közül több felkerült a slágerlistákra. Első slágere az 1950-es évekbeli „Mule Train” volt, amely az országos listák 1. helyére, a popslágerlisták 10. helyére került. 1952 tavaszán a „The Shot Gun Boogie”-val ismét sikerült feljutnia a slágerlisták élére. 1952-ben az „I'm Hog Tied Over You”-t énekelte Ella Mae Morse-al duettben.
Ford a rockabilly egyik legsikeresebb előadója volt. 1954-ben a „College of Musical Knowledge” című televíziós vetélkedőt vezette. 1955-ben Kay Starr énekesnővel készített albumot.
1955 volt Ford legsikeresebb éve. A „Ballad of Davy Crockett” a 6. helyet érte el, és 17 hétig maradt a slágerlistákon. A dal a „Disneyland” című tévésorozattal keresztül vált ismertté. Ugyanebben az évben Ford a legnagyobb sikerét a érte el Sixteen Tons című dallal − amelyet először 1946-ban Merle Travis vett fel. A társadalomkritikus dal egy bányász panaszáról szól, aki nem tud szabadulni a bányavállalat fojtogató szorításából. A dal 10 hétig az országos listák első helyén. A kislemez 22 hétig maradt a slágerlistákon.
Ford népszerűsége miatt saját televíziós műsort kapott. A „Tennessee Ernie Ford Show” 1956-61 között volt műsoron. A következő években elsősorban a vallásos zenére koncentrált. 1956-ban kiadta gospel-albumát (Hymns), amely platinalemez lett. „Great Gospel Songs” című albuma Grammy-díjat nyert 1965-ben.
Tennessee Ernie Ford májelégtelenségben halt meg Restonban, 1991 októberében.

## Albumok
- This Lusty Land! (1956)
- Hymns (1956)
- Spirituals (1957)
- Ford Favorites
- Ol' Rockin' Ern'
- Nearer the Cross (1958)
- The Star Carol (1958)
- Gather 'Round (1959)
- A Friend We Have (1959)
- Sing a Hymn with Me (1960)
- Sixteen Tons (1960)
- Sing a Spiritual with Me (1960)
- Come to the Fair (1960)
- Civil War Songs of the South (1961)
- Hymns at Home (1961)
- Mississippi Showboat (1962)
- I Love to Tell the Story (1962)
- Book of Favorite Hymns (1962)
- Long, Long Ago (1963)
- We Gather Together (1963)
- Story of Christmas (1963)
- Great Gospel Songs (1964)
- Country Hits Feelin' Blue (1964)
- World's Best Loved Hymns (1964)
- Let Me Walk with Thee (1965)
- Sing We Now of Christmas (1965)
- My Favorite Things (1966)
- Wonderful Peace (1966)
- God Lives (1966)
- Bless Your Pea Pickin' Heart (1966)
- Aloha (1967)
- Faith of Our Fathers (1967)
- Our Garden of Hymns (1968)
- World of Pop and Country Hits (1968)
- O Come All Ye Faithful (1968)
- The Best of Tennessee Ernie Ford Hymns (1968)
- Songs I Like to Sing (1969)
- New Wave (1969)
- Holy, Holy, Holy (1969)
- America the Beautiful (1970)
- Everything Is Beautiful (1970)
- Abide with Me (1971)
- C-H-R-I-S-T-M-A-S (1971)
- Folk Album (1971)
- Mr. Words and Music (1972)
- Standin' in the Need of Prayer (1972)
- Country Morning (1973)
- Ernie Ford Sings About Jesus (1973)
- Make A Joyful Noise (1974)
- Ernie Sings & Glen Picks (1975)
- Sing His Great Love (1976)
- For the 83rd Time (1976)
- He Touched Me (1977)
- Swing Wide Your Golden Gate (1978)
- Ramblin' Down Country Roads With Tennessee Ernie Ford  (1979)
- Tell Me the Old, Old Story (1980)
- There's A Song In My Heart (1982)
- "Back Where I Belong" (1982)
- Sunday School Songs For Children of All Ages (1983)
- Keep Looking Up (1984)
- 6000 Sunset Boulevard: Featuring The Billy Liebert Band (2009)

## Díjak
- 1965: Grammy-díj − Great Gospel Songs album
- Country Music Hall of Fame
- Gospel Music Hall of Fame
- Hollywood Walk of Fame
- 1984: Elnöki Szabadság-érdemrend